# Villa Viñoles
Villa Viñoles és una entitat de població de l'Uruguai, ubicada al nord-est del departament de Cerro Largo. Té una població aproximada de 100 habitants, segons les dades del cens del 2004.
Es troba a 91 metres sobre el nivell del mar.